# Angel Martino
Angelina L. Myers-Sims, mieux connue sous le nom d’Angel Martino, née le 25 avril 1967 à Tuscaloosa, est une nageuse américaine.
Elle a notamment obtenue six médailles (trois d'or et trois de bronze) dans des épreuves aux Jeux olympiques d'été de 1992 et aux Jeux olympiques d'été de 1996. Elle a également réussi de nombreux podiums lors des Championnats du monde de natation, des Championnats du monde de natation en petit bassin, des Jeux panaméricains et des Championnats pan-pacifiques.